# Championnat de Malte de football 1924-1925
Navigation
Saison précédente Saison suivante
La saison 1924-1925 de First Division Maltaise est la quatorzième édition de la première division maltaise.
Lors de cette saison, le Sliema Wanderers FC a tenté de conserver son titre de champion face aux sept meilleurs clubs maltais lors d'une série de matchs se déroulant sur toute l'année.
Les huit clubs participants au championnat ont été confrontés une fois aux sept autres.
C'est le Floriana FC qui a été sacré champion de Malte pour la sixième fois.

## Les huit clubs participants
| Club                | Stade            | Capacité | Ville      |
| ------------------- | ---------------- | -------- | ---------- |
| Floriana FC         | -                | -        | Floriana   |
| Hamrun Spartans     | Victor Tedesco   | 6 000    | Hamrun     |
| Msida Rovers        | -                | -        | Msida      |
| Sliema Wanderers FC | Guze Fava Ground | 4 000    | Sliema     |
| Sliema Rangers      | -                | -        | Sliema     |
| Valletta United     | -                | -        | La Valette |
| Valletta Rovers     | -                | -        | La Valette |
| Vittoriosa Rovers   | -                | -        | Vittoriosa |

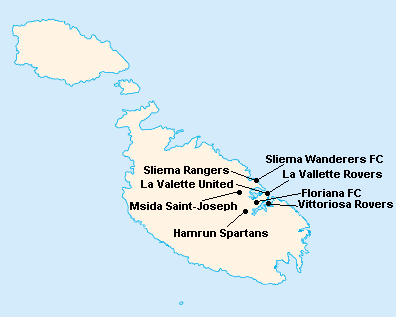
Localisation des clubs engagés dans le championnat.

L'île de Malte étant relativement petite, les clubs évoluent tous au stade National Ta'Qali (17 400 places). Certains cependant ont leur propre enceinte qu'ils peuvent éventuellement utiliser.

## Compétition

### Classement
| Rang | Équipe                  | Pts | J | G | N | P | Bp | Bc | Diff |
| ---- | ----------------------- | --- | - | - | - | - | -- | -- | ---- |
| 1    | Floriana FC (P)         | 13  | 7 | 6 | 1 | 0 | 12 | 2  | +10  |
| 2    | Sliema Wanderers FC (T) | 11  | 7 | 5 | 1 | 1 | 14 | 1  | +13  |
| 3    | Valletta United         | 8   | 6 | 3 | 2 | 1 | 12 | 2  | +10  |
| 4    | Valletta Rovers (P)     | 6   | 7 | 2 | 2 | 3 | 8  | 6  | +2   |
| 5    | Vittoriosa Rovers       | 6   | 6 | 3 | 0 | 3 | 6  | 8  | -2   |
| 6    | Sliema Rangers          | 4   | 6 | 1 | 2 | 3 | 7  | 12 | -5   |
| 7    | Hamrun Spartans (P)     | 3   | 7 | 1 | 1 | 5 | 3  | 18 | -15  |
| 8    | Msida Rovers            | 1   | 6 | 0 | 1 | 5 | 2  | 15 | -13  |

| Légende : Qualifications et relégations | Légende : Qualifications et relégations                  |
| --------------------------------------- | -------------------------------------------------------- |
|                                         | Relégation en Second Division Maltaise                   |
|                                         | (T) : Tenant du titre 1923-1924 (P) : Promu en 1923-1924 |

## Bilan de la saison
| Tableau d'Honneur       |             |
| Compétition             | Vainqueur   |
| First Division Maltaise | Floriana FC |

| Promotions et relégations            |                                   |
| Relégués en Second Division Maltaise | Hamrun Spartans Vittoriosa Rovers |
| Promus de Second Division Maltaise   | St. George's FC                   |